# Ambystoma lermaense
Ambystoma lermaense é uma espécie de anfíbio caudado pertencente à família Ambystomatidae. Endêmica do México.